# Кубок СРСР з футболу 1959—1960
Кубок СРСР з футболу 1959—1960 — 19-й розіграш кубкового футбольного турніру в СРСР. Володарем Кубка втретє стало московське «Торпедо».

## Зональний етап

### Зона 1
1/4 фіналу
| Команда 1                  | Рахунок  | Команда 2            |
| -------------------------- | -------- | -------------------- |
| Труд (Рязань)              | 4 – 1 дч | Металург (Запоріжжя) |
| Хімік (Ярославль)          | 4 – 1    | Іскра (Казань)       |
| Металург (Дніпропетровськ) | 1 – 2    | Локомотив (Саратов)  |

Півфінали
| Команда 1                 | Рахунок  | Команда 2           |
| ------------------------- | -------- | ------------------- |
| Труд (Воронеж)            | 1 – 2    | Спартак (Ленінград) |
| Трудові резерви (Липецьк) | 3 – 0    | Авангард (Миколаїв) |
| Трактор (Владимир)        | 4 – 3 дч | Локомотив (Саратов) |
| Динамо (Кіров)            | 10 – 3   | Локомотив (Бендери) |
| Спартак (Херсон)          | 2 – 1 дч | Хімік (Ярославль)   |
| Хімік (Дніпродзержинськ)  | 0 – 1    | Труд (Рязань)       |

Фінали
| Команда 1          | Рахунок | Команда 2                 |
| ------------------ | ------- | ------------------------- |
| Труд (Рязань)      | 0 – 1   | Динамо (Кіров)            |
| Спартак (Херсон)   | 1 – 0   | Спартак (Ленінград)       |
| Трактор (Владимир) | 2 – 1   | Трудові резерви (Липецьк) |

### Зона 2
1/4 фіналу
| Команда 1                | Рахунок | Команда 2            |
| ------------------------ | ------- | -------------------- |
| Арсенал (Київ)           | [ 2 ]   | Спартак (Мінськ)     |
| Трудові резерви (Курськ) | 0 – 6   | Колгоспник (Полтава) |
| Шахтар (Сталіногорськ)   | 1 – 2   | Труд (Глухово)       |

Півфінали
| Команда 1                   | Рахунок  | Команда 2             |
| --------------------------- | -------- | --------------------- |
| Трудові резерви (Ленінград) | [ 3 ]    | Зірка (Кіровоград)    |
| Труд (Глухово)              | 3 – 0    | Локомотив (Гомель)    |
| Авангард (Житомир)          | 3 – 1    | Команда м. Кривий Ріг |
| Авангард (Харків)           | 5 – 4 дч | Колгоспник (Полтава)  |
| Труд (Тула)                 | 0 – 2    | Арсенал (Київ)        |
| Колгоспник (Черкаси)        | 0 – 2    | Труд (Глухово)        |

Фінали
| Команда 1         | Рахунок  | Команда 2                   |
| ----------------- | -------- | --------------------------- |
| Труд (Глухово)    | 5 – 3 дч | Знамя Труда (Орєхово-Зуєво) |
| Арсенал (Київ)    | 2 – 0    | Авангард (Житомир)          |
| Авангард (Харків) | 3 – 1    | Трудові резерви (Ленінград) |

### Зона 3
1/4 фіналу
| Команда 1          | Рахунок | Команда 2          |
| ------------------ | ------- | ------------------ |
| Спартак (Нальчик)  | 5 – 2   | Торпедо (Кутаїсі)  |
| Кубань (Краснодар) | 4 – 1   | Торпедо (Таганрог) |

Півфінали
| Команда 1                    | Рахунок | Команда 2               |
| ---------------------------- | ------- | ----------------------- |
| Спартак (Ставрополь)         | 3 – 1   | Локомотив (Тбілісі)     |
| Ростсільмаш (Ростов на Дону) | 4 – 0   | Темп (Махачкала)        |
| Спартак (Нальчик)            | 1 – 2   | Спартак (Єреван)        |
| СКВО (Тбілісі)               | 3 – 1   | Кубань (Краснодар)      |
| Ширак (Ленінакан)            | 6 – 0   | Текстильник (Кіровабад) |
| Нафтовик (Баку)              | 3 – 1   | Терек (Грозний)         |

Фінали
| Команда 1            | Рахунок  | Команда 2                    |
| -------------------- | -------- | ---------------------------- |
| Ширак (Ленінакан)    | 2 – 0    | Спартак (Єреван)             |
| Спартак (Ставрополь) | 1 – 2 дч | Нафтовик (Баку)              |
| СКВО (Тбілісі)       | 7 – 2    | Ростсільмаш (Ростов на Дону) |

### Зона 4
1/4 фіналу
| Команда 1          | Рахунок | Команда 2            |
| ------------------ | ------- | -------------------- |
| Колгоспник (Рівне) | 2 – 3   | СКВО (Одеса)         |
| Динамо (Таллінн)   | 4 – 0   | Урожай (Мінськ)      |
| СКЧФ (Севастополь) | 3 – 1   | Авангард (Тернопіль) |

Півфінали
| Команда 1              | Рахунок  | Команда 2           |
| ---------------------- | -------- | ------------------- |
| СКВО (Львів)           | 2 – 1    | Динамо (Таллінн)    |
| Локомотив (Вінниця)    | 3 – 0    | СКЧФ (Севастополь)  |
| Авангард (Сімферополь) | 0 – 3    | Спартак (Станіслав) |
| Даугава (Рига)         | 1 – 2 дч | СКВО (Одеса)        |
| Спартак (Вільнюс)      | 2 – 1    | Чорноморець (Одеса) |
| Балтика (Калінінград)  | 0 – 1    | Спартак (Ужгород)   |

Фінали
| Команда 1           | Рахунок | Команда 2           |
| ------------------- | ------- | ------------------- |
| СКВО (Львів)        | 0 – 1   | Спартак (Вільнюс)   |
| СКВО (Одеса)        | 6 – 0   | Спартак (Станіслав) |
| Локомотив (Вінниця) | 7 – 1   | Спартак (Ужгород)   |

### Зона 5
1/4 фіналу
| Команда 1                | Рахунок | Команда 2         |
| ------------------------ | ------- | ----------------- |
| Адміралтієць (Ленінград) | 3 – 2   | Волга (Калі́нін)   |
| Спартак (Ульяновськ)     | 3 – 2   | Шахтар (Горлівка) |

Півфінали
| Команда 1                | Рахунок  | Команда 2                  |
| ------------------------ | -------- | -------------------------- |
| Шахтар (Шахти)           | 3 – 0    | Команда м. Горький         |
| Локомотив (Сталіно)      | 3 – 4    | Трактор (Сталінград)       |
| Енергія (Волзький)       | 4 – 1    | Зеніт (Іжевськ)            |
| Адміралтієць (Ленінград) | 4 – 2    | Шахтар (Кадіївка)          |
| Текстильник (Іваново)    | 3 – 2 дч | Торпедо (Горький)          |
| Спартак (Ульяновськ)     | 3 – 1    | Трудові резерви (Луганськ) |

Фінали
| Команда 1                | Рахунок  | Команда 2             |
| ------------------------ | -------- | --------------------- |
| Трактор (Сталінград)     | 4 – 1    | Спартак (Ульяновськ)  |
| Шахтар (Шахти)           | 3 – 0 дч | Енергія (Волзький)    |
| Адміралтієць (Ленінград) | 4 – 0    | Текстильник (Іваново) |

### Зона 6
1/4 фіналу
| Команда 1               | Рахунок | Команда 2                    |
| ----------------------- | ------- | ---------------------------- |
| Локомотив (Челябінськ)  | [ 4 ]   | Трудові резерви (Ташкент)    |
| Будівельник (Уфа)       | [ 5 ]   | Пахтакор (Ташкент)           |
| Металург (Нижній Тагіл) | 0 – 1   | Машинобудівник (Свердловськ) |
| Хосілот (Сталінабад)    | 2 – 1   | Спартак (Фрунзе)             |
| Кайрат (Алма-Ата)       | 1 – 0   | Металург (Магнітогорськ)     |
| Зірка (Перм)            | 5 – 1   | Шахтар (Караганда)           |

Півфінали
| Команда 1         | Рахунок | Команда 2                    |
| ----------------- | ------- | ---------------------------- |
| Кайрат (Алма-Ата) | [ 6 ]   | Хосілот (Сталінабад)         |
| Памір (Ленінабад) | [ 7 ]   | Машинобудівник (Свердловськ) |
| Зірка (Перм)      | 2 – 0   | Локомотив (Челябінськ)       |
| Будівельник (Уфа) | 4 – 1   | Колхозчі (Ашхабад)           |

Фінали
| Команда 1         | Рахунок | Команда 2         |
| ----------------- | ------- | ----------------- |
| Зірка (Перм)      | 2 – 1   | Памір (Ленінабад) |
| Кайрат (Алма-Ата) | 1 – 2   | Будівельник (Уфа) |

### Зона 7
1/4 фіналу
| Команда 1                 | Рахунок | Команда 2          |
| ------------------------- | ------- | ------------------ |
| Сибсільмаш (Новосибірськ) | [ 8 ]   | СКВО (Свердловськ) |
| Металург (Сталінськ)      | 1 – 3   | СКВО (Чита)        |

Півфінали
| Команда 1                         | Рахунок | Команда 2                 |
| --------------------------------- | ------- | ------------------------- |
| Урожай (Барнаул)                  | [ 9 ]   | Локомотив (Улан-Уде)      |
| СКВО (Хабаровськ)                 | 0 – 1   | Енергія (Іркутськ)        |
| Сибелектромотор (Томськ)          | 4 – 1   | Іртиш (Омськ)             |
| Хімік (Кемерово)                  | 1 – 4   | Локомотив (Красноярськ)   |
| Локомотив (Комсомольськ-на-Амурі) | 1 – 0   | Сибсільмаш (Новосибірськ) |
| СКВО (Чита)                       | 1 – 3   | Промінь (Владивосток)     |

Фінали
| Команда 1                | Рахунок  | Команда 2                         |
| ------------------------ | -------- | --------------------------------- |
| Енергія (Іркутськ)       | 2 – 0    | Промінь (Владивосток)             |
| Урожай (Барнаул)         | 0 – 1 дч | Локомотив (Красноярськ)           |
| Сибелектромотор (Томськ) | 1 – 0    | Локомотив (Комсомольськ-на-Амурі) |

## Фінальний турнір

### 1/16 фіналу
| Команда 1                | Рахунок  | Команда 2                |
| ------------------------ | -------- | ------------------------ |
| Енергія (Іркутськ)       | 0 – 3    | Спартак (Москва)         |
| Ширак (Ленінакан)        | 5 – 0    | Крила Рад (Куйбишев)     |
| Шахтар (Шахти)           | 1 – 4    | Молдова (Кишинів)        |
| Спартак (Херсон)         | 0 – 2    | Шахтар (Сталіне)         |
| Трактор (Сталінград)     | 1 – 0    | Нафтовик (Баку)          |
| СКВО (Тбілісі)           | 2 – 0    | Зеніт (Ленінград)        |
| Сибелектромотор (Томськ) | 1 – 0    | Динамо (Київ)            |
| Локомотив (Вінниця)      | 0 – 3    | СКВО (Ростов-на-Дону)    |
| Динамо (Кіров)           | 3 – 4    | Динамо (Тбілісі)         |
| Трактор (Владимир)       | 1 – 2    | Адміралтієць (Ленінград) |
| Спартак (Вільнюс)        | 4 – 3    | Зірка (Перм)             |
| Локомотив (Красноярськ)  | 2 – 4    | Торпедо (Москва)         |
| Арсенал (Київ)           | 0 – 2    | Динамо (Москва)          |
| Будівельник (Уфа)        | 4 – 2 дч | Авангард (Харків)        |
| СКВО (Одеса)             | 3 – 1    | Локомотив (Москва)       |
| Труд (Глухово)           | 1 – 7    | ЦСК МО (Москва)          |

### 1/8 фіналу
| Команда 1                | Рахунок  | Команда 2                |
| ------------------------ | -------- | ------------------------ |
| СКВО (Тбілісі)           | [ 11 ]   | СКВО (Одеса)             |
| Ширак (Ленінакан)        | 2 – 1    | Молдова (Кишинів)        |
| Спартак (Вільнюс)        | 3 – 1    | Адміралтієць (Ленінград) |
| Сибелектромотор (Томськ) | 1 – 2    | Торпедо (Москва)         |
| Трактор (Сталінград)     | 4 – 0    | Будівельник (Уфа)        |
| Динамо (Тбілісі)         | 2 – 1 дч | Спартак (Москва)         |
| СКВО (Ростов-на-Дону)    | 0 – 4    | Шахтар (Сталіне)         |
| Динамо (Москва)          | 1 – 0    | ЦСК МО (Москва)          |

### 1/4 фіналу
| Команда 1         | Рахунок | Команда 2            |
| ----------------- | ------- | -------------------- |
| СКВО (Одеса)      | 1 – 0   | Трактор (Сталінград) |
| Динамо (Тбілісі)  | 5 – 1   | Ширак (Ленінакан)    |
| Спартак (Вільнюс) | 1 – 2   | Шахтар (Сталіне)     |
| Торпедо (Москва)  | 2 – 0   | Динамо (Москва)      |

### Півфінали
| Команда 1        | Рахунок  | Команда 2        |
| ---------------- | -------- | ---------------- |
| Шахтар (Сталіне) | 1 – 2 дч | Динамо (Тбілісі) |
| Торпедо (Москва) | 4 – 0    | СКВО (Одеса)     |

### Фінал
| 31 жовтня 1960 |

| «Торпедо» М                                           | 4 – 3 (дч) | «Динамо» Тб                         |
| ----------------------------------------------------- | ---------- | ----------------------------------- |
| Гусаров 19' (пен.) Гусаров 54' Іванов 67' Іванов 119' | Звіт       | Баркая 26' Калоєв 58' Мелашвілі 87' |

| Центральний стадіон (Москва) Глядачів: 102 000 Арбітр: Цаповецький (Київ) |